# پیپت پارامو
پیپت پارامو (نام علمی: Anthus bogotensis) نام یک گونه از سرده پیپت است.